# Антигуманізм
В соціальній теорії та філософії антигуманізм — це теорія, критична щодо традиційного гуманізму та традиційних ідей про людство та людську ситуацію. Центральним поглядом антигуманізму є думка, що філософська антропологія та її концепти "людської природи", "людини" та "людства" повинні бути відкинутими як історично відносні, ідеологізовані та метафізичні.

## Виникнення
У кінці XVIII і XIX століть філософія гуманізму була наріжним каменем Просвітництва. Історію людства розглядали як продукт людської думки та дії, що слід розуміти через категорії "свідомості", "суб’єктності", "вибору", "відповідальності", "моральних цінностей". Людей розглядали як істот зі спільними сутнісними рисами. З вірою в універсальне моральне ядро людства випливало, що всі особи мають вроджену свободу і рівність. Для ліберальних гуманістів, таких як Іммануїл Кант, універсальний закон розуму був провідником до повної емансипації від будь-якої тиранії.
Критика гуманізму як переідеалізованого почалася у XIX столітті. Для Фрідріха Ніцше гуманізм був лише порожньою фігурою мови – світською версією теїзму. Макс Штірнер висловив подібну позицію у своїй книзі "Я і моє", опублікованій кілька десятиліть до праці Ніцше. Ніцше аргументує в "Генеалогії моралі" те, що права людини існують як засіб для слабких обмежити сильних; таким чином, вони не сприяють еманципації життя, а замість цього відкидають його.
Молодого Маркса іноді вважають гуманістом, оскільки він відкидав ідею прав людини як симптом дегуманізації, якій би вони мали протидіяти. Він вважав, що оскільки капіталізм змушує людей вести себе егоїстично, вони постійно перебувають у конфлікті один з одним і, отже, потребують прав для захисту себе. Правдива емансипація, за його словами, може прийти тільки через встановлення комунізму, який ліквідує приватну власність. За словами багатьох антигуманістів, таких як Луї Альтюссер, зрілий Маркс бачить ідею "людства" як нереальну абстракцію, що приховує конфлікти між антагоністичними класами; оскільки права людини є абстрактними, справедливість і рівність, які вони захищають, також є абстрактними, дозволяючи екстремальні нерівності в реальності.
У XX столітті погляд на людину як раціонально автономну істоту було поставлено під сумнів Зиґмундом Фройдом, який вважав, що люди в основному керуються несвідомими ірраціональними бажаннями.
Мартін Гайдеґґер розглядав гуманізм як метафізичну філософію, що приписує людству універсальну сутність та віддає їй перевагу перед усіма іншими формами існування. Для Гайдеґґера гуманізм бере свідомість як парадигму філософії, ведучи її до суб'єктивізму та ідеалізму, яких треба уникати. Подібно до Геґеля перед ним, Гайдеґґер відкидав кантівську ідею автономії, вказуючи на те, що люди є соціальними та історичними істотами, а також відкидаючи кантівську ідею конституюючої свідомості. У філософії Гайдеґґера Буття (Sein) та людське Буття (Dasein) є основною єдністю. Дуалізми суб'єкта і об'єкта, свідомості та існування, людства й природи є неавтентичними похідними від цього. В Листі про гуманізм (1947 р.), Гайдеґґер віддаляється як від гуманізму, так і від екзистенціалізму. Він стверджує, що екзистенціалізм не подолає метафізики, оскільки він лише розвертає основний метафізичний тезис про те, що існування передує істоті. Ці метафізичні категорії треба замінити.